# 平取町

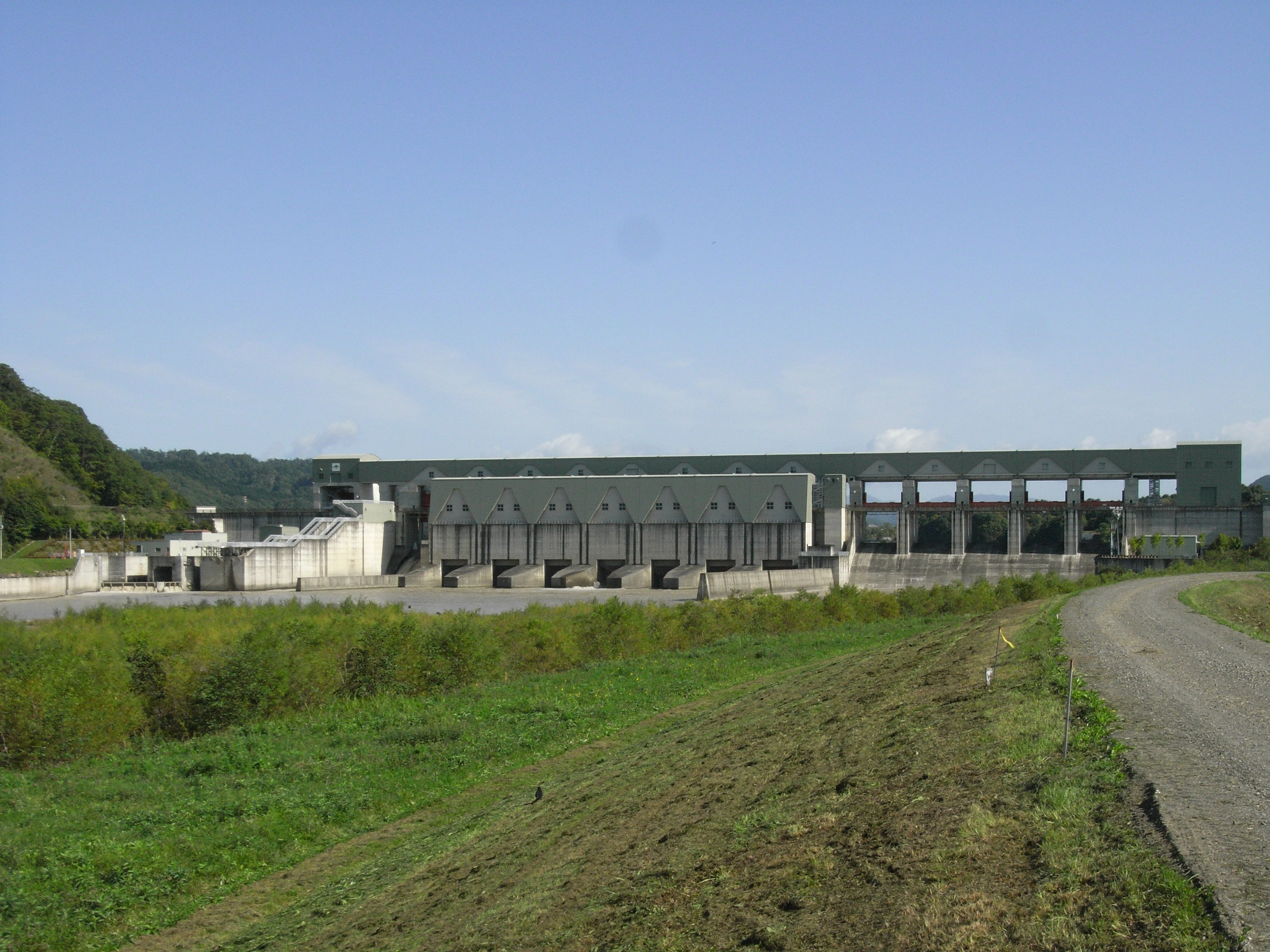
町内の二風谷ダム

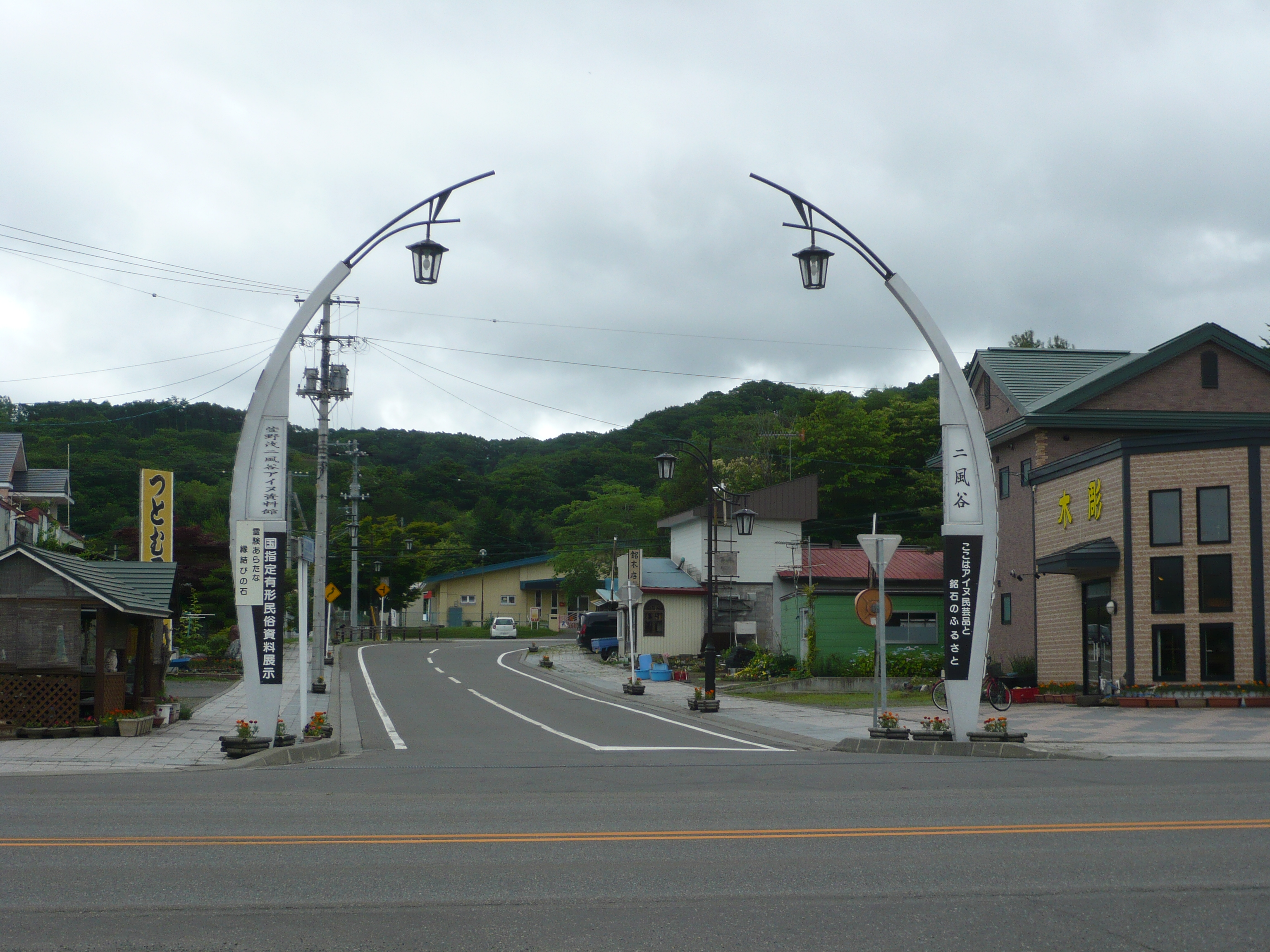
二風谷地域の中心部

平取町（びらとりちょう）は、北海道の日高振興局管内にある町。

## 概要
地名の由来はアイヌ語のピラウトゥルで「ガケの間」の意。同じ日高振興局管内の日高町・門別町と任意合併協議会を設置し、3町での合併協議をしていた。しかし、2004年（平成16年）9月6日に合併協議から離脱した。

## 地理
日高支庁西部山間に位置する。東部の日高山脈に由来する山岳地帯とそれに続く貫気別山周辺までの森林地帯は日高山脈襟裳十勝国立公園に指定されている。
- 山：幌尻岳 (2053)、戸蔦別岳 (1959)、二岐岳 (1590)、糠平山 (1350)、貫気別山 (1318)、リビラ山 (1291)、ハッタオマナイ岳 (1021)、主府久 (1018)、宿弗山 (867)、振内山 (740)、三角山
- 河川：沙流川、額平川、貫気別川
- 湖沼：二風谷ダム

### 隣接している自治体
- 日高振興局
  - 沙流郡：日高町
  - 新冠郡：新冠町
- 胆振総合振興局
  - 勇払郡：むかわ町
- 上川総合振興局
  - 勇払郡：占冠村
- 十勝総合振興局
  - 帯広市

## 人口
| |                                        |  |
| 平取町と全国の年齢別人口分布（2005年） | 平取町の年齢・男女別人口分布（2005年） |  |
| ■紫色 ― 平取町 ■緑色 ― 日本全国 | ■青色 ― 男性 ■赤色 ― 女性              |  |
| 平取町（に相当する地域）の人口の推移 \| 1970年（昭和45年） \| 10,770人 \| \| \| 1975年（昭和50年） \| 9,331人 \| \| \| 1980年（昭和55年） \| 8,494人 \| \| \| 1985年（昭和60年） \| 7,767人 \| \| \| 1990年（平成2年） \| 7,352人 \| \| \| 1995年（平成7年） \| 6,883人 \| \| \| 2000年（平成12年） \| 6,503人 \| \| \| 2005年（平成17年） \| 6,173人 \| \| \| 2010年（平成22年） \| 5,597人 \| \| \| 2015年（平成27年） \| 5,315人 \| \| \| 2020年（令和2年） \| 4,776人 \| \| |                                        |  |
| 総務省統計局 国勢調査より |                                        |  |
| 1970年（昭和45年） | 10,770人                               |  |
| 1975年（昭和50年） | 9,331人                                |  |
| 1980年（昭和55年） | 8,494人                                |  |
| 1985年（昭和60年） | 7,767人                                |  |
| 1990年（平成2年） | 7,352人                                |  |
| 1995年（平成7年） | 6,883人                                |  |
| 2000年（平成12年） | 6,503人                                |  |
| 2005年（平成17年） | 6,173人                                |  |
| 2010年（平成22年） | 5,597人                                |  |
| 2015年（平成27年） | 5,315人                                |  |
| 2020年（令和2年） | 4,776人                                |  |

## 歴史

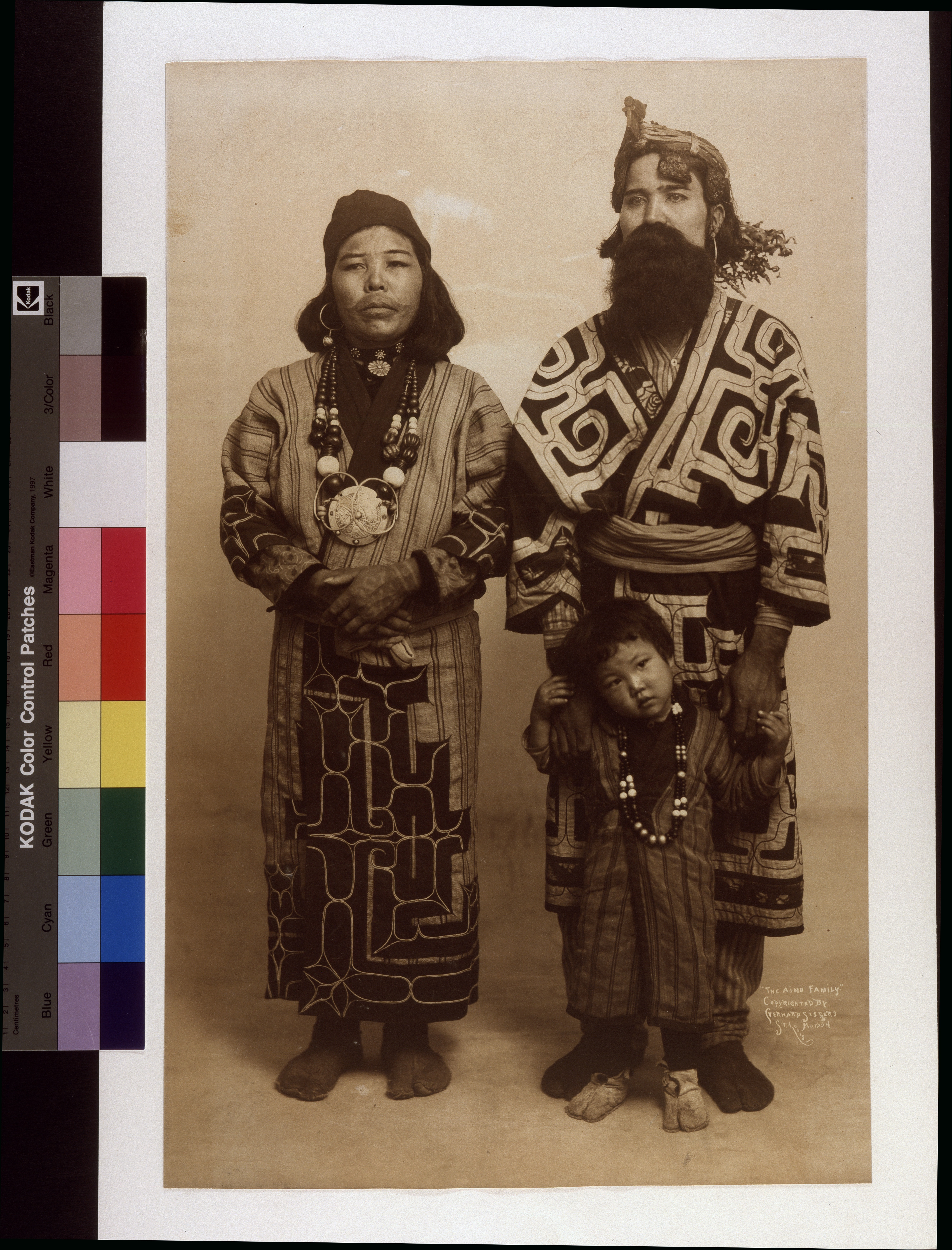
平取村からセントルイス万国博覧会に派遣された平村夫妻と娘。1904年

- 1899年（明治32年） - 門別村ほか17村（富仁家村、菜実村、波恵村、慶能舞村、賀張村、佐瑠太村、平賀村、厚別村）戸長役場から平取村外8村（荷菜摘村、二風谷村、紫雲古津村、荷菜村、荷負村、長知内村、幌去村、貫気別村）戸長役場として独立する。
- 1916年（大正5年）3月 - 新冠村のアイヌ80戸が平取村へ強制移住[1]。
- 1919年（大正8年） - 右左府村戸長役場（現在の日高町）を分離する。
- 1923年（大正12年） - 二級町村制を施行、村名を平取村とする。
- 1954年（昭和29年） - 町制施行、平取町
- 1961年（昭和36年）4月5日 - 沙流川発電所の建設現場で作業員宿舎が雪崩で倒壊して11人が死亡する災害[2]。
- 1977年（昭和52年） - 平取温泉開業。
- 1997年（平成9年） - 二風谷ダム完成。
- 2003年（平成15年）8月9日 - 台風10号来襲、10戸が冠水の被害を受ける。
- 2004年（平成16年）9月6日 - 日高振興局管内の他町との合併協議から離脱した。
- 2007年（平成19年） - 沙流川流域が重要文化的景観に選定される。
- 2009年（平成21年）10月5日 - テレビ北海道（TVh）が市街地だけではあるが開局。（平取中継局・TVh初のデジタル新局）
- 2013年（平成25年） - 「二風谷イタ」、「二風谷アットゥシ」が伝統的工芸品に指定される。

## 姉妹都市・提携都市
- 南あわじ市（兵庫県）
  - 旧三原町と1994年（平成6年）7月6日友好都市提携

## 経済
稲作、畑作、林業、畜産など。
びらとり和牛（牛肉）・トマト（ニシパの恋人）が知られる。

### 金融機関
- 苫小牧信用金庫　平取支店

### 農協
- びらとり農業協同組合（JAびらとり）
  - 本所
  - 振内支所
  - 貫気別支所

### 郵便局
- 平取郵便局（集配局、055-01xx・03xx地域）
- 振内郵便局（集配局、055-04xx地域）
- 貫気別郵便局
- 荷負郵便局
- 平取二風谷簡易郵便局

### 宅配便
- ヤマト運輸：千歳主管支店日高富川センター（日高町）
- 佐川急便：静内営業所（新ひだか町）

## 公共機関

### 警察
- 門別警察署
  - 平取駐在所
  - 荷負駐在所
  - 振内駐在所

## 教育
- 道立高等学校
  - 北海道平取高等学校
- 中学校
  - 平取、振内
- 小学校
  - 貫気別、紫雲古津、二風谷、振内、平取
- 特別支援学校
  - 北海道平取養護学校

## 交通

### 鉄道
過去に存在したが、現在は廃止されている。
- 沙流鉄道：（1922年 - 1951年）
- 日本国有鉄道富内線：（1958年 - 1986年）
  - 幌毛志駅 - 振内駅 - 仁世宇駅 - 岩知志駅

### バス
2021年（令和3年）4月1日のJR日高本線鵡川駅以南廃止に伴い、運行系統調整等が行われた。
- 道南バス（平取営業所を設置）
  - 町内系統
  - 日高総合支所方面
  - 富川・鵡川・苫小牧市方面
  - 静内方面

### タクシー
- 平取ハイヤー
- 振内交通

### 道路
- 一般国道
  - 国道237号
- 都道府県道
  - 北海道道59号平取厚真線
  - 北海道道71号平取静内線
  - 北海道道80号平取門別線
  - 北海道道131号平取穂別線
  - 北海道道638号宿志別振内停車場線
  - 北海道道797号貫気別振内線
  - 北海道道845号芽生貫気別線
  - 北海道道1026号新冠平取線

## 名所・旧跡・観光スポット・祭事・催事

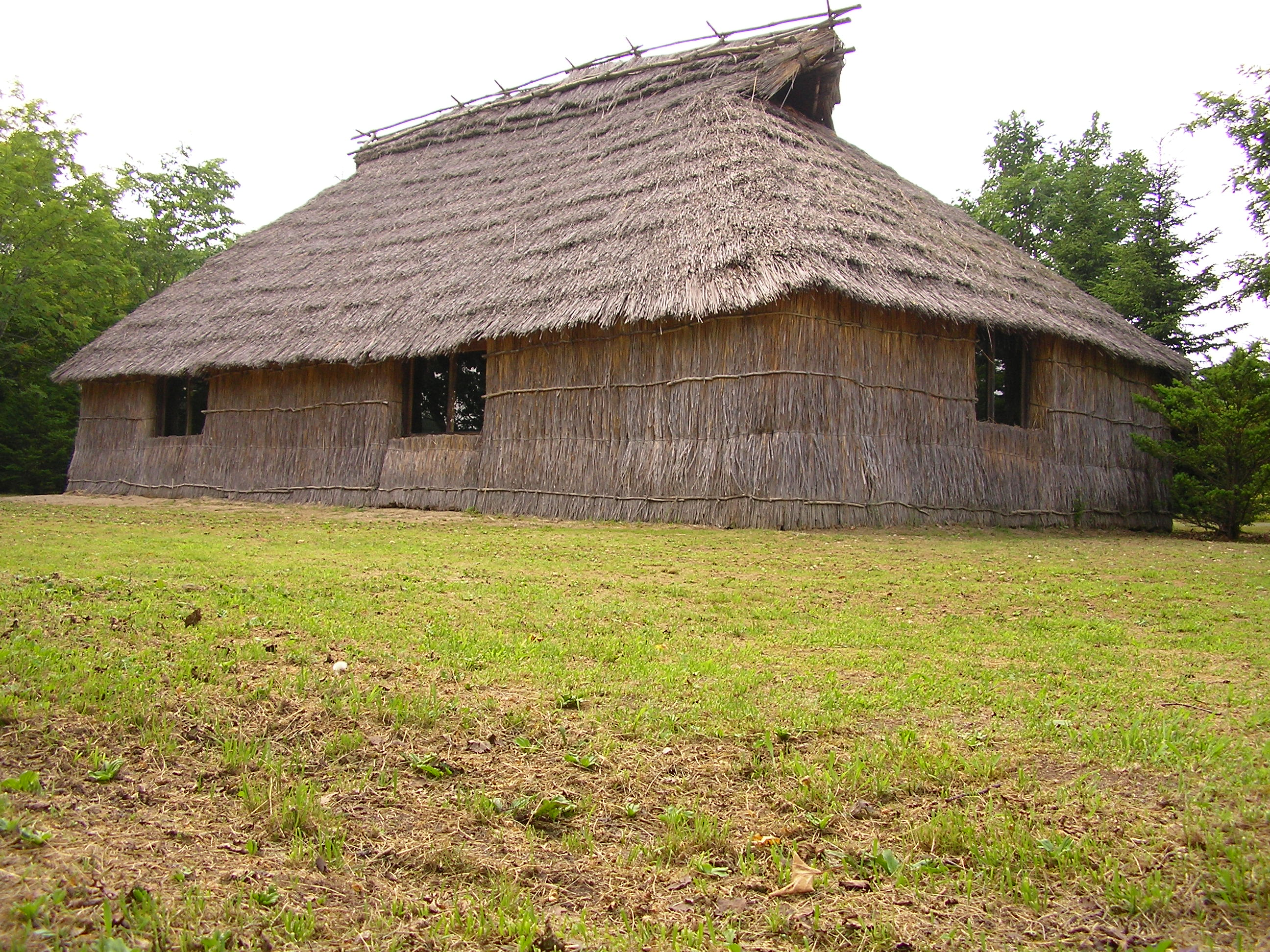
二風谷アイヌ文化博物館の外の復元チセ

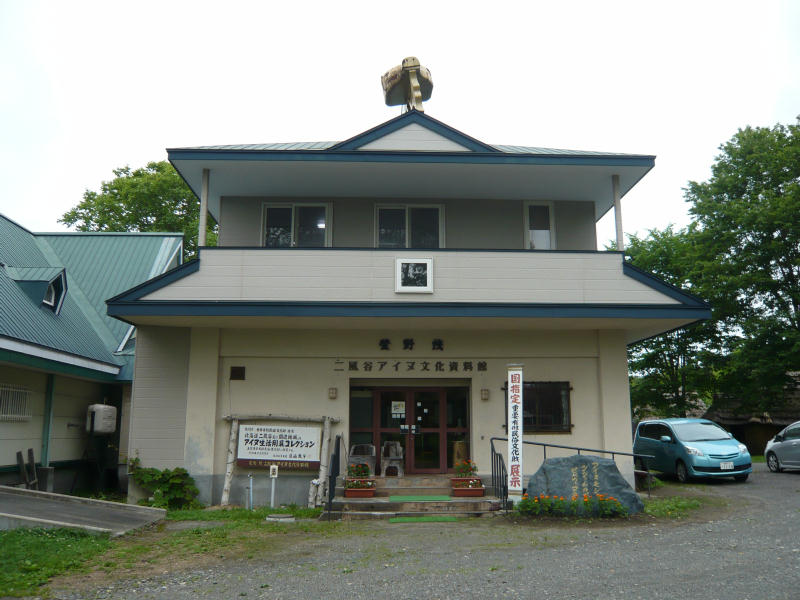
萱野茂二風谷アイヌ資料館

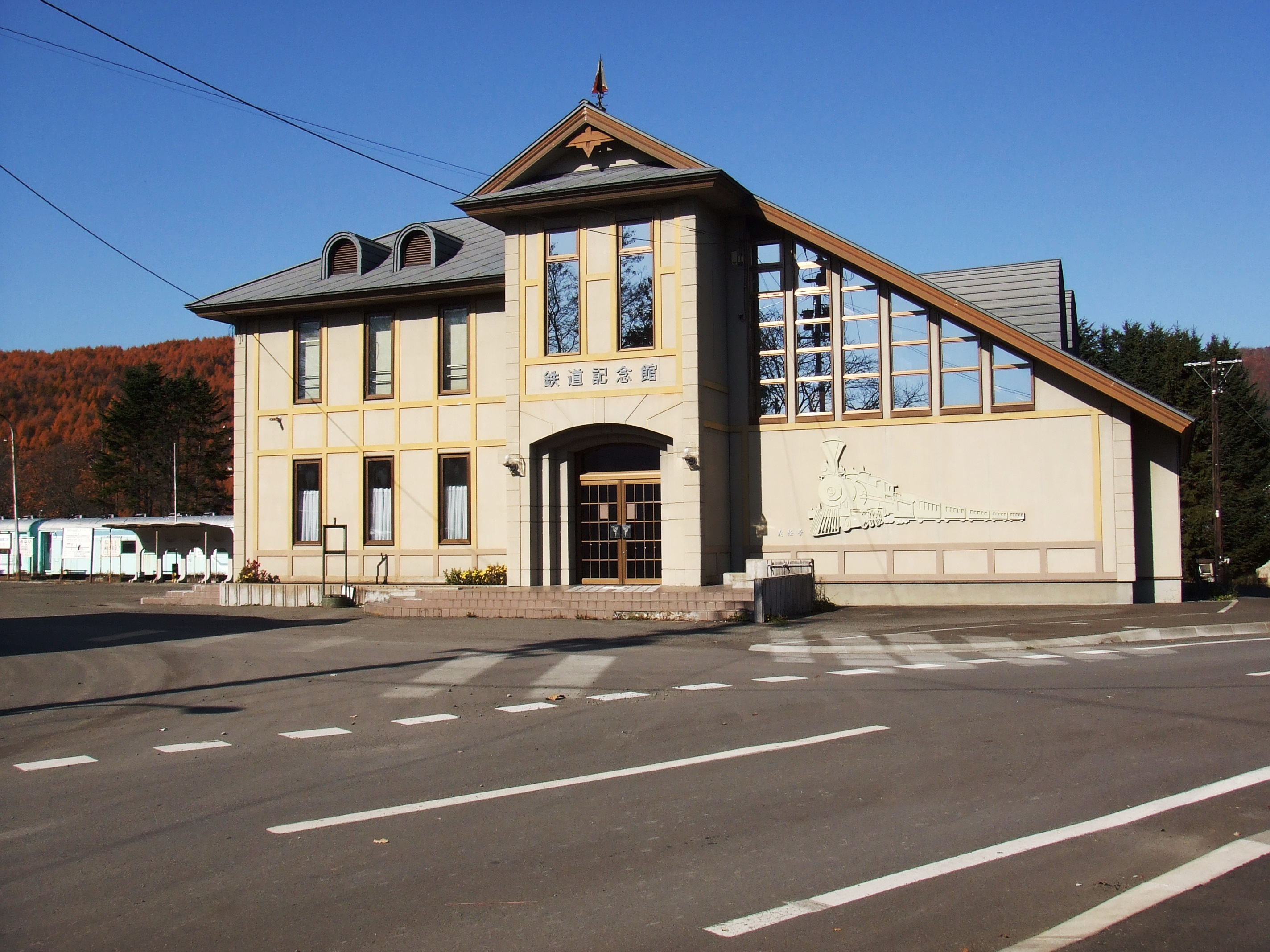
振内鉄道記念館

### 文化財

#### 登録有形文化財
- 北海道大学文学部二風谷研究室（旧マンロー邸）

#### 重要有形民俗文化財
- 北海道二風谷及び周辺地域のアイヌ生活用具コレクション - 萱野茂二風谷アイヌ資料館蔵

#### 重要無形民俗文化財
- アイヌ古式舞踊 - 平取アイヌ文化保存会

#### 重要文化的景観
- アイヌの伝統と近代開拓による沙流川流域の文化的景観

#### 町の文化財
- びらとりすずらん群生地（芽生地区）

### 名所・旧跡・観光スポット
- 平取町立二風谷アイヌ文化博物館
- 萱野茂二風谷アイヌ資料館
- 二風谷ファミリーランド
- 振内鉄道記念館
- びらとり温泉
- びらとりすずらん群生地
- 義経神社
- 義経資料館
- ニセウ・エコランド
- 平取カントリークラブ
- オキクルミのチャシ及びムイノカ

### 祭事・催事
- すずらん観賞会（5月下旬 - 6月上旬） - びらとりすずらん群生地で開催される一般公開のイベント。
- チプサンケ（8月） - アイヌの伝統行事
- びらとり沙流川まつり（9月）

### 名産品
- 健康豚（ハム、ソーセージ）
- 和牛（びらとり和牛）
- トマト（ニシパの恋人）
  - トマト加工食品（トマトジュースなど）
- 木彫民芸品（アイヌ民芸品）

## 著名な出身者
- 伊福部達（工学者、東京大学名誉教授、北海道大学名誉教授）
- 遠藤桂一（政治家、平取町長）
- 貝澤耕一（平取アイヌ文化保存会事務局長、NPO法人チコロナイ理事長）
- 貝澤正（元北海道ウタリ協会副理事長、元平取町議会議員）
- 貝澤藤蔵（アイヌ民族の社会活動家）
- 萱野茂（アイヌ文化研究者、参議院議員）
- 萱野志朗（アイヌ民族党代表、萱野茂二風谷アイヌ資料館館長）
- 楠孝志（中央競馬元騎手）
- 鳩沢佐美夫（小説家。創作活動を通じて民族の解放を訴えた）
- 平村ペンリウク（アイヌ指導者、平取コタンの首長）
- 福居良（ジャズピアノ奏者、アコーディオン奏者）
- 松前ピリカ（民謡歌手）

### ゆかりのある人物
- 後藤彦三郎（日東格魯謨鉱業常務取締役、同社専務取締役、同社社長） - 平取町仁世宇の日東鉱山開坑。